# Прапор Токарєвого
Прапор Токарєвого — офіційний символ села Токарєве (Феодосійського району АРК), затверджений рішенням Токарєвської сільської ради від 30 жовтня 2008 року.

## Опис прапора
Прямокутне полотнище зі співвідношенням ширини до довжини 2:3, що складається з трьох горизонтальних смуг — синьої, білої та зеленої (співвідношення ширин рівне 15:1:4); у центрі синього поля — три жовті колоски, внизу обабіч яких по білій квітці тюльпана.